# The Lioness
The Lioness är ett studioalbum av Songs: Ohia, utgivet 2000. Skivan spelades in på Chem 19 Studios i Glasgow, Skottland. På skivan medverkar bl.a. Alasdair Roberts och medlemmar från Arab Strap. 

## Låtlista
Alla låtar är skrivna av Jason Molina.
1. "The Black Crow" — 7:16
2. "Tigress" — 3:20
3. "Nervous Bride" — 2:43
4. "Being in Love" — 5:41
5. "Lioness" — 6:37
6. "Coxcomb Red" — 4:05
7. "Back on Top" — 4:22
8. "Baby Take a Look" — 3:06
9. "Just a Spark" — 2:19